# Батширеет
Батширеет (монг. Батширээт) — сомон аймаку Хентій, Монголія. Площа 7,38 тис. км², населення 2,7 тис., здебільшого буряти. Центр сомону селище Ег бурд лежить за 414 км від Улан-Батора, за 186 км від міста Ундерхаан.

## Рельєф
Гориста поверхня з гірськими ґрунтами. Гори Суухлиг уул — 2275 м (найвища точка), Бага Суухлиг, Хайрхан, Царбахан, Зуурн Белчир, перевали Ег, Удзийт, Дутлуур. Найнижча точка — берег річки Хурах — 1170 м. Течуть річки Онон, Ег, Барх, Баян, Дунд Баян, Хужирт, Хурх, Іх Бага Суухлиг, Шерстей та ін. Озера Баянбурд, Дуут, Баянхутаг, Цегеен, Йолин, Хон хор. Є гарячі мінеральні джерела на річці Онон та численні мінеральні води-джерела Таре, Арангат, Хужирт, Нуга, Суул Толгой.

## Клімат
Клімат різко континентальний. Щорічні опади 300—400 мм, середня температура січня −15°—25°С, середня температура липня +10°+18°С.

## Природа
Водяться олені, норки, козулі, кабани, манули. Польова рослинність та ліс.

## Корисні копалини
Сомон багатий на родовища золота, олова, залізних руд та ін..

## Сільське господарство
Займаються землеробством, зокрема кормовими, зерновими культурами та овочами.

## Соціальна сфера
Є школа, лікарня, заклади торгівлі та обслуговування, деревообробний комбінат.